# Królestwo Chimor

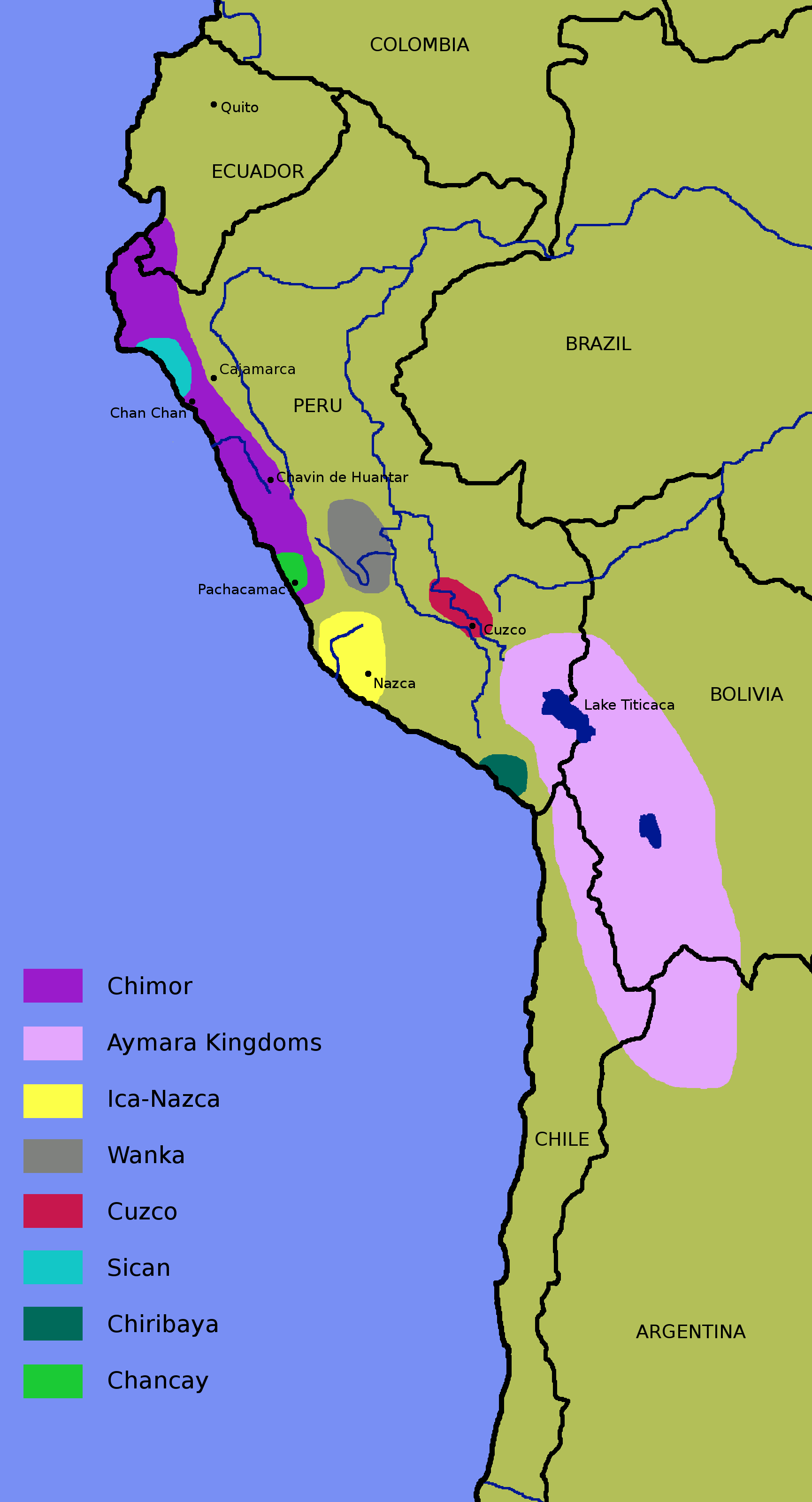
Królestwo Chimor na fioletowo

Królestwo Chimor (lub Chimú) – państwo historyczne w Andach, ze stolicą w Chan Chan. Powstało z kultury Mochica około X wieku. W połowie XV wieku osiągnęło szczyt swojej świetności, a w 1470 zostało podbite przez Imperium Inków.

## Sztuka
- ceramika
- tkaniny
- miedź, brąz, złoto, srebro
- rzeźbione drewniane elementy[3]